# L'Invité
L'Invité je francouzský hraný film z roku 2007, který režíroval Laurent Bouhnik podle stejnojmenné divadelní hry z roku 2003.

## Děj
Gérard Morel je odborník přes balicí techniku. Už tři roky je ale bez práce. Konečně se na něj usmálo štěstí a získal práci ve firmě, která bude otevírat novou pobočku v Malajsii. Aby si novou pozici upevnil, pozve k sobě na večeři personálního ředitele Pontignaca. Problém ale je v tom, že jeho žena Colette vůbec neumí vařit a ani jejich byt není příliš reprezentativní. Jejich soused  Alexandre se jim ale nabídne, že jim pomůže tak, aby na Pontignaca zapůsobili.

## Obsazení
| Daniel Auteuil       | Gérard Morel         |
| Valérie Lemercierová | Colette Morel        |
| Thierry Lhermitte    | Alexandre Chardenoux |
| Hippolyte Girardot   | Pontignac            |
| Artus de Penguern    | Bonnot               |
| Pascale Denizane     | Fournier             |
| Mar Sodupe           | Sophia               |
| Marianne Viard       | sekretářka           |
| Ludovic Berthillot   | Rudy                 |
| Mick Gondouin        | řidič                |
| Yan Dron             | policista na kole    |
| Philippe du Janerand | Fortineau            |
| Thérèse Roussel      | sousedka             |